# Neve Sha'anan

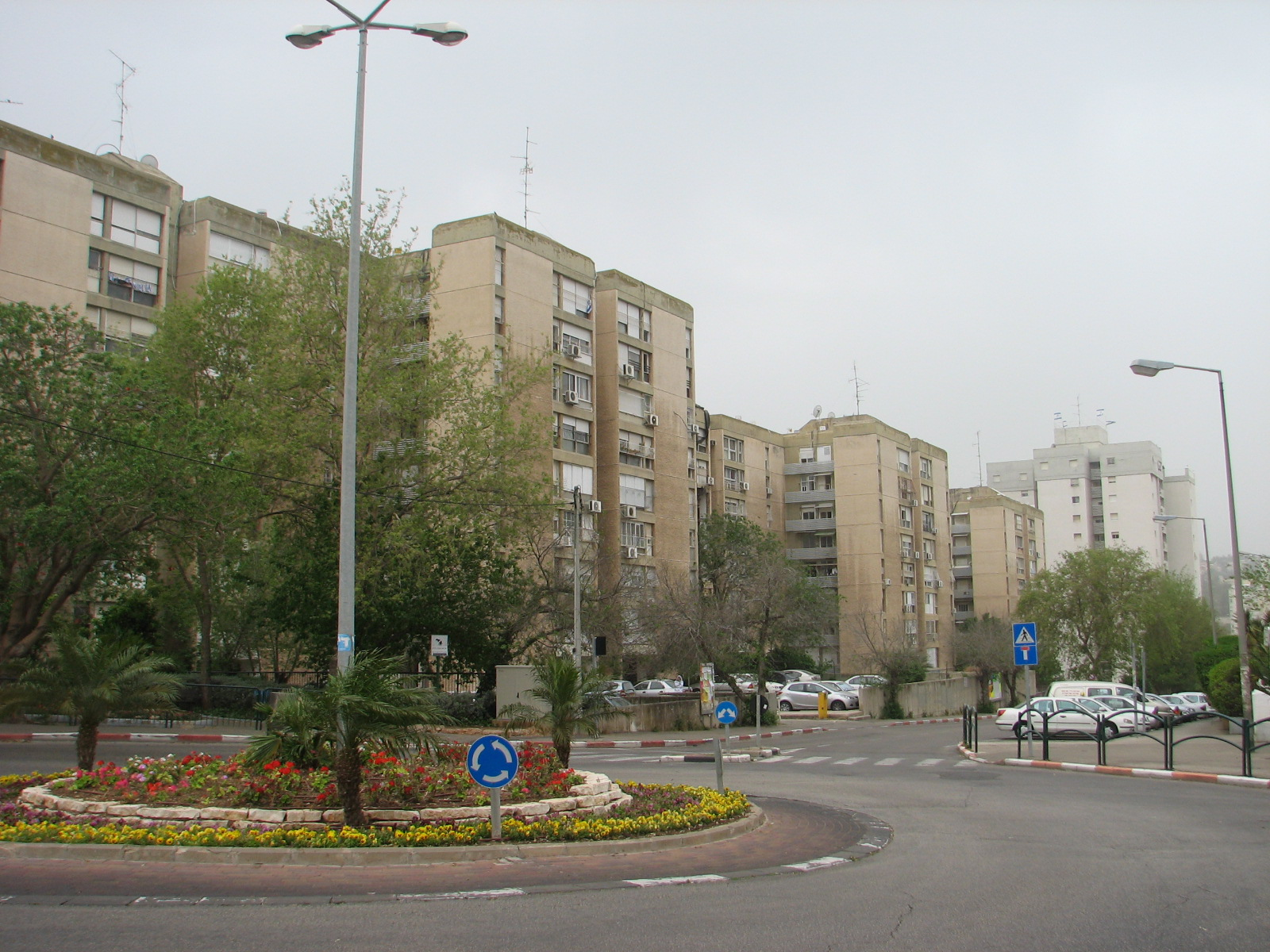
Típica vista al norte del distrito, 2009

Neve Sha'anan (en hebreo: נווה שאנן‎; "Praderas tranquilas") es uno de los nueve distritos que componen la ciudad de Haifa, Israel. Fundado en 1922, se encuentra localizado al este de la ciudad, en las laderas del Monte Carmelo, limitando con el campus del Technion. El límite occidental del distrito cae abruptamente en el Valle del Nachal Giborim
En 2008, Neve Sha'anan tenía una población de 36.330, representando el 13.7% de la población total de la ciudad. Entre los barrios que aglutina Neve Sha'anan se incluyen Yad Labanim, Hanita, HaTikhon y Asher. Neve Sha'anan tiene un alto porcentaje de residentes religiosos observantes, así como también inmigrantes de la ex Unión Soviética. Las viviendas de Neve Sha'anan son muy solicitadas por los estudiantes y los profesores del Technion.
Sus construcciones consisten principalmente en edificios de apartamentos de entre 3 y 4 pisos. El resto de las casas de un solo piso están siendo gradualmente demolidas y reemplazadas por edificios de hasta 4 pisos con apartamentos de lujo.
En este distrito se encuentra también el centro comercial Grand Kanion. Este nombre es un juego de palabras, ya que la palabra kanion en hebreo significa mall (centro comercial), y su localización es justamente en un cañón.